# Saqueo de Tesalónica (904)
El saqueo de Tesalónica (en griego: Άλωση της Θεσσαλονίκης) de 904 por piratas sarracenos fue uno de los peores desastres que acontecieron el Imperio bizantino en el siglo X. Una flota musulmana, dirigida por el renegado León de Trípoli, y que tenía la capital imperial como objetivo inicial, zarpó de Siria. Los musulmanes fueron disuadidos de atacar Constantinopla, y en su lugar se volvieron a Tesalónica, sorprendiendo totalmente a los bizantinos, cuya armada fue incapaz de reaccionar a tiempo. Las murallas de la ciudad, especialmente frente a la costa, estaban en mal estado, mientras que los dos comandantes de la ciudad emitieron órdenes contradictorias.
Después de un breve asedio, los sarracenos fueron capaces de asaltar las murallas costeras, superando la resistencia de los tesalonicenses y tomar la ciudad el 29 de julio. El saqueo continuó durante toda una semana, antes de que los asaltantes se marcharon a sus bases en el Levante, después de haber liberado a 4.000 prisioneros musulmanes durante la captura de 60 barcos, y obteniendo un gran botín y 22 000 prisioneros, en su mayoría jóvenes. En ese momento, la mayoría de los cautivos, entre ellos Juan Caminiata, que relató el saqueo, fueron rescatados por el Imperio y los cambiaron por cautivos musulmanes.